# JV Games
JV Games est un studio de développement de jeux vidéo américain basé à Paradise (Nevada).

## Ludographie
- 1994 : Towers: Lord Baniff's Deceit sur Atari ST et PC
- 1996 : Towers II: Plight of the Stargazer sur Jaguar
- 1998 : Towers II sur PC
- 2000 : Towers: Lord Baniff's Deceit sur Game Boy Color
- 2001 : BackTrack sur Game Boy Advance
- 2003 : 007: Nightfire sur Game Boy Advance
- 2008 : Pong Toss: Frat Party Games sur Wii
- 2009 : Incoming! sur Wii
- 2009 : Christmas Clix sur Wii
- 2010 : Dart Rage sur Wii
- 2013 : Beer Pong! sur PlayStation 3